# Municipio de Sand Creek (Dakota del Norte)
El municipio de Sand Creek (en inglés: Sand Creek Township) es un municipio ubicado en el condado de Slope en el estado estadounidense de Dakota del Norte. En el año 2010 tenía una población de 34 habitantes y una densidad poblacional de 0,18 personas por km².

## Geografía
El municipio de Sand Creek se encuentra ubicado en las coordenadas 46°29′39″N 103°25′40″O / 46.49417, -103.42778. Según la Oficina del Censo de los Estados Unidos, el municipio tiene una superficie total de 183.87 km², de la cual 183,5 km² corresponden a tierra firme y (0,2 %) 0,37 km² es agua.

## Demografía
Según el censo de 2010, había 34 personas residiendo en el municipio de Sand Creek. La densidad de población era de 0,18 hab./km². De los 34 habitantes, el municipio de Sand Creek estaba compuesto por el 100 % blancos. Del total de la población el 0 % eran hispanos o latinos de cualquier raza.